# Moho Tani

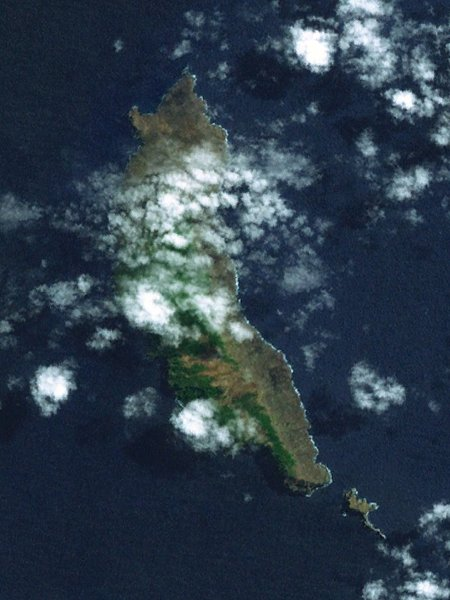
Moho Tani et Terihi vues depuis l'espace.

Moho Tani, ou Motane, est une île du groupe sud de l'archipel des Marquises, en Polynésie française.
C'est une île inhabitée. Elle fait partie de la commune de Hiva Oa.

## Géographie
Moho Tani se situe à 17 km au sud et sud-est de Hiva Oa, à 21 km à l'est de Tahuata, et à 47 km au nord de Fatu Iva.
D'une superficie de 15 km2, elle forme un croissant ouvert vers l'est, long d'environ 8 km du nord au sud et large au maximum de 2 km d'est en ouest.
Île haute, son altitude la plus élevée (520 mètres) se trouve au sud, et sa forme générale évoque le dos d'une baleine.

### Terihi
À 300 mètres au sud-est se trouve Terihi, un îlot rocheux de 0,150 km2 aux côtes très escarpées d'un périmètre total de 3,4 kilomètres, et qui fait partie du même ensemble volcanique. Il s'élève à 245 mètres au-dessus du niveau de la mer.
La flore est clairsemée et comprend principalement l'herbe robuste Eragrostis xerophila et la solanacée à croissance lente Nicotiana fragrans var Fatuhivensis, une espèce endémique de Fatu Hiva et Moho Tani.

## Géologie
Moho Tani correspond à la partie ouest-sud-ouest d'une caldeira effondrée, qui appartenait à un volcan beaucoup plus grand, d'un diamètre d'une dizaine de kilomètres. Ce volcan est né de la présence d'un point chaud à cet endroit du globe, il y plusieurs millions d'années.
La formation de l'île s'est faite en deux phases, dont la plus récente remonte à environ 2,2 MA. Elle est essentiellement composée de basalte.

## Flore et faune
À cause de son altitude relativement faible, Moho Tani retient peu les nuages, et la majeure partie de l'île présente un aspect semi-aride. La végétation se concentre sur la partie centrale ouest et au sud-ouest.
L'introduction de moutons et de cochons sauvages, pour servir de réserve d'approvisionnement aux marins de passage et aux chasseurs des autres îles, a également contribué à l'appauvrissement de la biodiversité de l'île. Le ruissellement des rares eaux de pluie entraîne une érosion du sol, parfois au point de rougir l'océan aux abords de l'île.
Elle comporte malgré tout quelques espèces endémiques, comme le Monarque de Motane et la Rousserolle de Motane.
Terihi et les îlots plus petits abritent de grandes colonies d'oiseaux marins.

## Histoire
Avant l'arrivée des Occidentaux, Moho Tani était peuplée par la tribu des Moi a Tiu. C'était la plus petite île habitée de l'archipel. Décimés par les combats et les maladies apportées par les marins étrangers, les quelques survivants finirent par quitter l'île, et gagnèrent Hiva Oa. L'île est aujourd'hui déserte.
Du point de vue des Européens, elle fut découverte par l'explorateur espagnol Álvaro de Mendaña en 1595. Il fallut attendre près de deux siècles pour que le britannique James Cook la redécouvre, en 1774.
En 1992, elle a été classée « réserve naturelle de l'île de Motane », pour protéger son écosystème en danger. Cette réserve s'étend à l'îlot Terihi, qui abrite des colonies d'oiseaux marins tels que des fous, des sternes et des frégates.

## Toponymie
- Le nom de Moho Tani signifie « le chant du Moho[5] », nom donné par les Polynésiens à une (voire plusieurs) espèce d'oiseaux. Dans la légende de la construction des îles Marquises[6], selon laquelle chaque île de l'archipel est une partie de la maison des Dieux, elle apparaît grâce au chant du Moho, qui annonce le proche lever du soleil, signe pour le Dieu bâtisseur qu'il doit se hâter d'achever la maison.
- San Pedro en 1595, par Mendaña, d'après les prénoms de son chef-pilote Pedro Fernández de Quirós et de son aide de camp Pedro Merino Manrique.
- Onetteyo en 1791, par le français Étienne Marchand
- Motane en 1838, par le français Jules Dumont d'Urville

### Webographie
- (en) Sur la flore : Flora of the Marquesas Islands